# ريج ليندسي
ريج ليندسي (بالإنجليزية: Reg Lindsay)‏ هو مغني أسترالي، ولد في 7 يوليو 1929 في Waverley, New South Wales ‏ في أستراليا، وتوفي في 5 أغسطس 2008 في نيوكاسل في أستراليا بسبب ذات الرئة.

## وصلات خارجية
- ريج ليندسي على موقع IMDb (الإنجليزية)
- ريج ليندسي على موقع ميوزك برينز (الإنجليزية)
- ريج ليندسي على موقع ديسكوغز (الإنجليزية)